# OneCoin

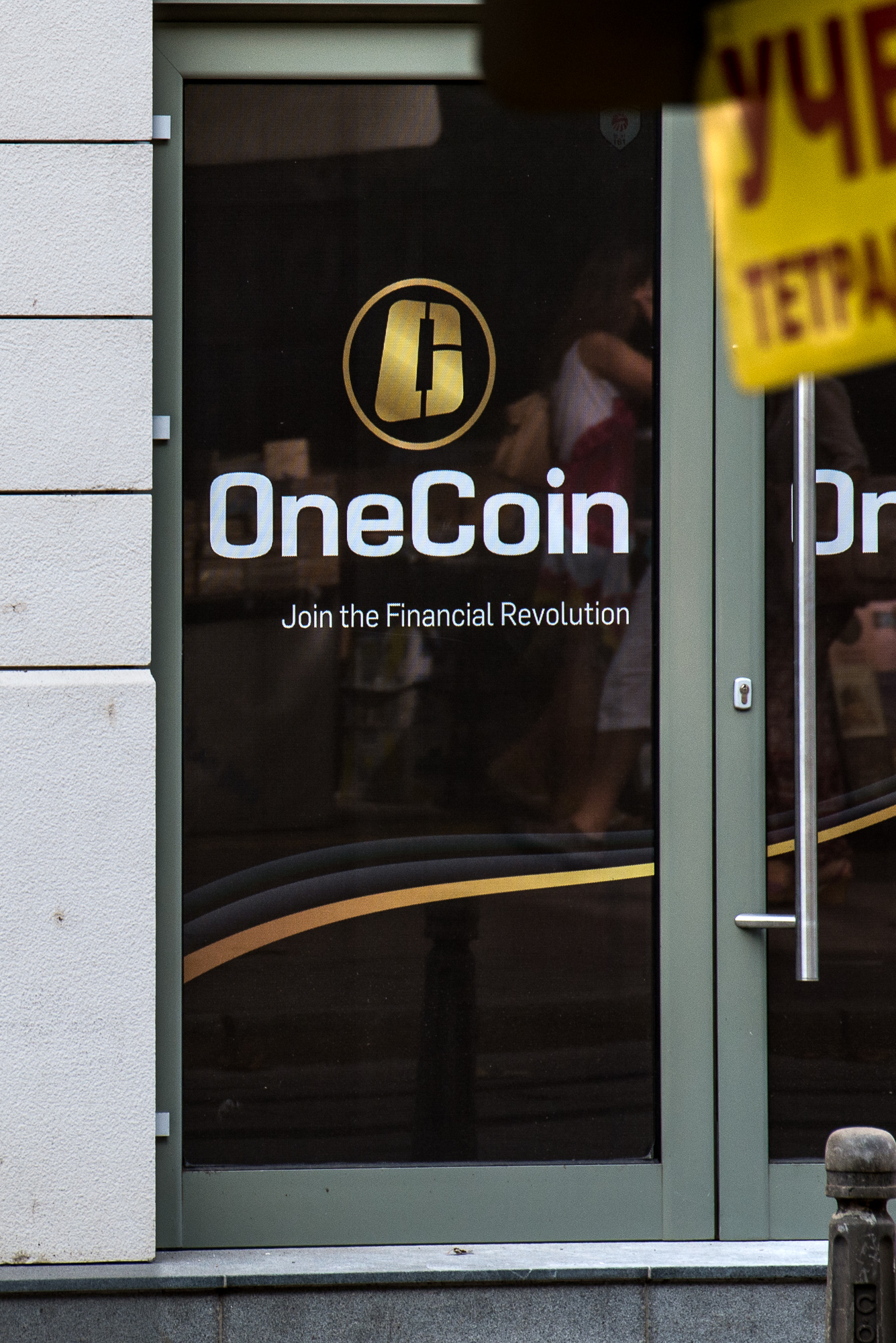
Logo de OneCoin en la puerta de una oficina en Bulgaria.

OneCoin es un esquema Ponzi promocionado como una criptomoneda con una cadena de bloques privada. Es administrado por las compañías offshore OneCoin Ltd. (Dubai) y OneLife Network Ltd. (Belice), ambas dirigidas por la búlgara Ruja Ignatova. OneCoin ha sido descrito como un esquema Ponzi, tanto por la forma en que se creó como por la gran cantidad de personas que son fundamentales para OneCoin y que han estado involucradas anteriormente en otros esquemas engañosos.
Ruja Ignatova desapareció en 2017 y fue reemplazada por su hermano Konstantin Ignatov cerca del momento en que se archivó una orden secreta estadounidense para su arresto. La mayoría de los principales líderes han desaparecido o han sido arrestados. Konstantin Ignatov fue arrestado en marzo de 2019 y Sebastian Greenwood en 2018. En 2019, Konstantin Ignatov se declaró culpable de los delitos de lavado de dinero y fraude, y podría enfrentar penas de hasta 90 años de prisión.

## Concepto
De acuerdo con OneCoin, su negocio principal es la venta de material educativo para el comercio. Los miembros pueden comprar paquetes educativos que van desde 100 hasta 118 000 euros. Cada paquete incluye «tokens» que se pueden utilizar para «minar» onecoins. Se dice que OneCoin está minada por servidores en dos sitios en Bulgaria y un sitio en Hong Kong. Cada nivel (excepto seis y siete), o paquete, da nuevo material educativo, que está plagiado de varias fuentes. La compañía y sus reclutadores afirman que OneCoin no vende criptomonedas sino solo material educativo. Sin embargo, en una típica reunión de reclutamiento de OneCoin la mayoría de las veces los reclutadores hablan sobre invertir en criptomonedas y apenas se menciona el material educativo.
Actualmente no hay forma de intercambiar onecoins a ninguna otra moneda. Antes de enero de 2017, la única forma de cambiar onecoins a cualquier otra moneda era OneCoin Exchange, xcoinx, un mercado interno para los miembros que habían invertido más que solo un paquete inicial. Este servicio se cerró sin previo aviso en enero de 2017. Mientras estaba en funcionamiento, solo se podían canjear onecoins por euros, que se colocaban en una billetera virtual desde la que se podían solicitar transferencias bancarias. El mercado tenía límites de venta diarios basados en los paquetes en los que el vendedor había invertido, lo que limitaba en gran medida la cantidad de onecoins que podían intercambiarse. El 1 de marzo de 2016, sin previo aviso, OneCoin emitió un aviso interno de que el mercado estaría cerrado durante dos semanas por mantenimiento. El aviso explicaba que el mantenimiento era necesario debido a la gran cantidad de mineros y a la «mejor integración con blockchain». El 15 de marzo de 2016, después del mantenimiento de dos semanas, el mercado se abrió nuevamente pero no se habían realizado cambios visibles; la mayoría de las transacciones caducaron como antes y los límites diarios se mantuvieron.
La empresa OneCoin, Ruja Ignatova y Gilbert Armenta fueron declaradas en incumplimiento en un juicio en curso en los EE. UU. Mark S. Scott se ofreció a vender su casa de Cape Cod; la Oficina del Fiscal Federal estuvo de acuerdo. Ignatova ha sido vinculada con el patrocinio del terrorismo. El Ministerio del Interior de Kuwait dijo a las autoridades saudíes que ella es patrocinadora del terrorismo, los saudíes les creyeron.

## Crítica y asuntos legales
En diciembre de 2016, la Autoridad Italiana de Competencia (Autorità Garante della Concorrenza e del Mercato) «adoptó una medida cautelar contra la empresa One Network Services Ltd., activa en la promoción y difusión de la criptomoneda OneCoin ...», y sus representantes en Italia, describiendo sus actividades como un «sistema piramidal ilegal de ventas» (sistema di vendita piramidale vietato dalla legge) y ordenándoles que cesen de promocionar y vender OneCoin en Italia. El 27 de febrero de 2017, después de concluir su investigación, AGCM prohibió toda la actividad en OneCoin hasta nuevo aviso.
En febrero de 2017, la Autoridad Supervisora de los Servicios Financieros de Alemania, BaFin, congeló todas las cuentas bancarias activas restantes que se utilizaron para lavar dinero para la red OneCoin. Un total de 29 millones de euros permanece congelado en estas cuentas. Además, BaFin ordenó a IMS International Marketing Services GmbH cesar todas las transacciones de dinero no autorizadas relacionadas con OneCoin y devolver las transacciones monetarias más recientes a sus inversores. Y el 18 de abril de 2017 BaFin ordenó a OneCoin Ltd. cesar todos los negocios en Alemania. El 7 de abril BaFin prohibió comerciar en OneCoins. Además, OneLife Network Ltd. y One Network Services Ltd. recibieron la orden de suspender sus negocios en Alemania. El 9 de mayo de 2017, la fiscalía de Bielefeld inició investigaciones contra 7 personas en el poder de International Marketing Services GmbH (IMS) en Greven, Alemania, por fraude organizado y lavado de dinero. Según los fiscales, IMS había recibido 360 millones de euros de inversores alemanes durante el período de diciembre de 2015 a diciembre de 2016, de los cuales 29 millones todavía estaban en cuentas bancarias que estaban congeladas.
El 23 de abril de 2017, la policía india arrestó 18 personas en Navi Mumbai por organizar un evento de reclutamiento para OneCoin. La policía atendió el acontecimiento de manera encubierta para juzgar las acusaciones antes de que decidieron actuar. La investigación ha revelado los niveles más altos de la pirámide. En mayo, la investigación recuperó 24.57 crores (3.66 millones de dólares) en nueve cuentas de banco. Otros 75 crores (11.16 millones de dólares) fueron transferidos  antes de que las autoridades fueran capaces de aprehenderlos. A principios de mayo, dos personas más fueron arrestadas y 24 crores (3.57 millones de dólares) fueron recogidos de cuentas de banco. Un equipo de investigación especial  se formó con cuatro policías inspectores y 15 elementos bajo el inspector de policía sénior Shivaji Awate para seguir el camino de dinero.
La compañía y el plan se encuentran en las listas de observación de muchas autoridades, entre ellas, las autoridades de Bulgaria, Finlandia, Suecia, Noruega y Letonia. Ninguno de los países ha declarado a OneCoin como actividad criminal, pero las autoridades han advertido sobre los riesgos potenciales involucrados en negocios como OneCoin. El 30 de septiembre de 2015, la Comisión de Supervisión Financiera (FSC) de Bulgaria emitió una advertencia de riesgos potenciales en nuevas criptomonedas, citando OneCoin como ejemplo. Después de la advertencia, OneCoin dejó de realizar actividades en Bulgaria y comenzó a usar bancos en países extranjeros para manejar las transferencias electrónicas de los participantes. En marzo de 2016, The Direct Selling Association en Noruega advirtió cautela hacia OneCoin, comparándolo con un esquema piramidal. En marzo de 2017, el Banco Nacional de Croacia (HNB) aconsejó al público que «ejerza un alto grado de precaución» en las decisiones relacionadas con OneCoin, señaló que las operaciones de OneCoin no están supervisadas por el HNB y advirtió que las posibles pérdidas serán totalmente a cargo de los inversores. El 28 de abril de 2017, el Banco de Tailandia emitió una advertencia contra OneCoin, diciendo que era una moneda digital ilegal y que no debería utilizarse en comercio.